# Toxorhina sparsiseta
Toxorhina sparsiseta är en tvåvingeart som beskrevs av Alexander 1962. Toxorhina sparsiseta ingår i släktet Toxorhina och familjen småharkrankar. Inga underarter finns listade i Catalogue of Life.